# ГЕС Бхасмей
ГЕС Бхасмей (Bhasmey) — гідроелектростанція, що споруджується на сході Індії у штаті Сіккім. Знаходячись після ГЕС Chuzachen, становить нижній ступінь в каскаді на річці Ранґпо, яка стікає із західного схилу хребта Панголакха (відділяє Сіккім від розташованого далі на схід Бутану) та впадає ліворуч до Тісти, котра, своєю чергою, є правою притокою Брахмапутри.
У межах проєкту річку перекриють гравітаційною греблею висотою 33 метри та довжиною 129 метрів, яка утримуватиме мале водосховище з об'ємом 1 млн м3 (корисний об'єм 0,6 млн м3) з припустимим коливанням рівня поверхні між позначками 455 та 461 метр НРМ (у випадку повені — до 467 метрів НРМ). Звідси ресурс спрямовуватиметься у дериваційний тунель довжиною 5,1 км та діаметром 5,3 метра, з'єднаний з балансувальною камерою шахтного типу висотою 90 метрів та діаметром 14 метрів. На завершальному етапі трасу продовжуватиме відкритий напірний водовід довжиною 130 метрів та діаметром 3,4 метра.
У наземному машинному залі розмістять дві турбіни типу Френсіс потужністю по 25,5 МВт, які при напорі від 105 до 113 метрів (номінальний — 110 метрів) забезпечуватимуть виробництво 110 млн кВт·год електроенергії на рік при роботі у піковому та 83 млн кВт·год при роботі у базовому режимах.
Відпрацьована вода повертатиметься в річку по відвідному каналу довжиною 50 метрів та шириною 5 метрів.
Видача продукції відбуватиметься по ЛЕП, розрахованій на роботу під напругою 132 кВ.
Первісно завершення проєкту планували на 2012/2013 фінансовий рік, проте станом на середину десятиліття термін зсунули вже на 2019/2020. Станом на кінець 2017 року виконана екскавація 53 тис. м3 (із 194 тис. м3) при спорудженні греблі та 121 тис. м3 (із 148 тис. м3) на місці зведення машинного залу. Також проведена вибірка породи протягом 0,8 км дериваційного тунелю.